# کوکالن
کوکالن (به اسپانیایی: Cucalón, Aragon) یک شهرستان در اسپانیا است که در استان تروئل واقع شده‌است.

## خصوصیات
کوکالن ۳۱٫۸۷ کیلومترمربع مساحت و ۸۷ نفر جمعیت دارد و ۱٬۰۳۶ متر بالاتر از سطح دریا واقع شده‌است.